# 11896 Кемелбік
11896 Кемелбік (11896 Camelbeeck) — астероїд головного поясу, відкритий 8 квітня 1991 року.
Тіссеранів параметр щодо Юпітера — 3,502.